# Zamki na piasku (W transie)
Zamki na piasku – trzynasty singel zespołu Lady Pank, został wydany na płycie CD. Singel ten promował studyjną płytę zespołu W transie. Muzyka została skomponowana przez Jana Borysewicza, a autorem tekstu jest Andrzej Mogielnicki. Utwór w tej wersji był eksperymentem muzycznym a jego aranżacja znacząco różni się od oryginału. Połączono w nim klasyczny utwór z rytmem typowym dla muzyki drum and bass. Do utworu nakręcono również teledysk.

## Skład zespołu
- Jan Borysewicz – gitara solowa
- Janusz Panasewicz – śpiew
- Kuba Jabłoński – perkusja
- Krzysztof Kieliszkiewicz – bas
- Andrzej Łabędzki – gitara

gościnnie:
- Wojtek Olszak – instr. klawiszowe
- Wojciech Pilichowski – bas